# 천사몽
"천사몽"은 2001년에 개봉한 대한민국의 영화이다. 이 영화는 제작비의 상당부분을 투자한 컴퓨터그래픽 - 국내에서 처음 시도된 SF액션 등으로 화제를 모았으나  완성감 없는 시나리오 - 어설픈 배우들의 연기 등의 혹평을 받아  일주일 만에 간판을 내려야 했다.

## 캐스팅
- 여명 : 성진/ 딘 역
- 박은혜 : 남홍/ 로제 역
- 윤태영 : 이세신/ 샤닐 역
- 이나영 : 쇼쇼 역
- 김지무 : 마틴/ 정우 역
- 박영록 : 마쿠타 역
- 진봉진 : 장배송 박사 역
- 윤주상 : 탄야 역
- 장두이 : 조피 역
- 안석환 : 김욱 반장 역
- 강현미: 이제트 역
- 노지심 : 타미 역
- 김양우 : 팍스투 마카 역
- 이종우 : 수비대장 역
- 한대호 : 팍스투 1 역
- 이영광 : 원로 2 역
- 홍원배 : 원로 3 역
- 김주복 : 원로 4 역
- 서찬호 : 킹 팍스투 역
- 조영호 : 페가 남 역
- 염선미 : 페가 여 역
- 장대윤 : 킨 역
- 최원희 : 스키 역
- 김진형 : 롱 역
- 고대승 : 산초 역
- 이성훈 : 격투장 전사 1 역
- 전흥준 : 격투장 전사 2 역
- 이경훈 : 격투장 전사 3 역
- 박주리 : 접대녀 1 역
- 김지영 : 접대녀 2 역
- 허남일 : 시종 역
- 정예원 : 어린 로제 역
- 박은주 (특별출연)
- 엄태국 : 여명 (목소리) 역 (특별출연)